# Destruktivní zkoušky betonu
Destruktivní zkoušky betonu patří ke kontrole jakosti betonu a dělí se na: pevnost betonu v tlaku a pevnost betonu v tahu.

## Pevnost v tahu
U betonu se zkouší pevnost v prostém tahu a pevnost v příčném tahu. Obecně má beton malou pevnost v tahu, cca 10× menší než v tlaku.

### Pevnost v prostém tahu
K této zkoušce se používají nevyztužené hranoly o průřezu 100 × 100 mm nebo válce o průměru 100 mm, přičemž délka je minimálně dvojnásobek příčného rozměru. Na koncové plochy zkušebního tělesa se přilepí ocelové kruhové desky upravené pro spojení s kloubovým zařízením k upnutí do trhacího stroje. Pro pevnost v prostém tahu platí: Rt = F/A (MPa) kde F = největší dosažená síla (N) a A = tlačná plocha (mm2).

### Pevnost v příčném tahu
Do lisu se vkládají tělesa stejných rozměrů jako u zkoušek v tlaku. Lis má čelisti upravené tak, že se tlak do tělesa přenáší bodově (zatížení prochází středem tělesa). Tahová napětí jsou při této zkoušce vyvozována nepřímo prostřednictvím soustředěného tlakového zatížení (příčná tahová napětí jsou vyvolána zakřivením isostatických čar).

## Pevnost v tlaku

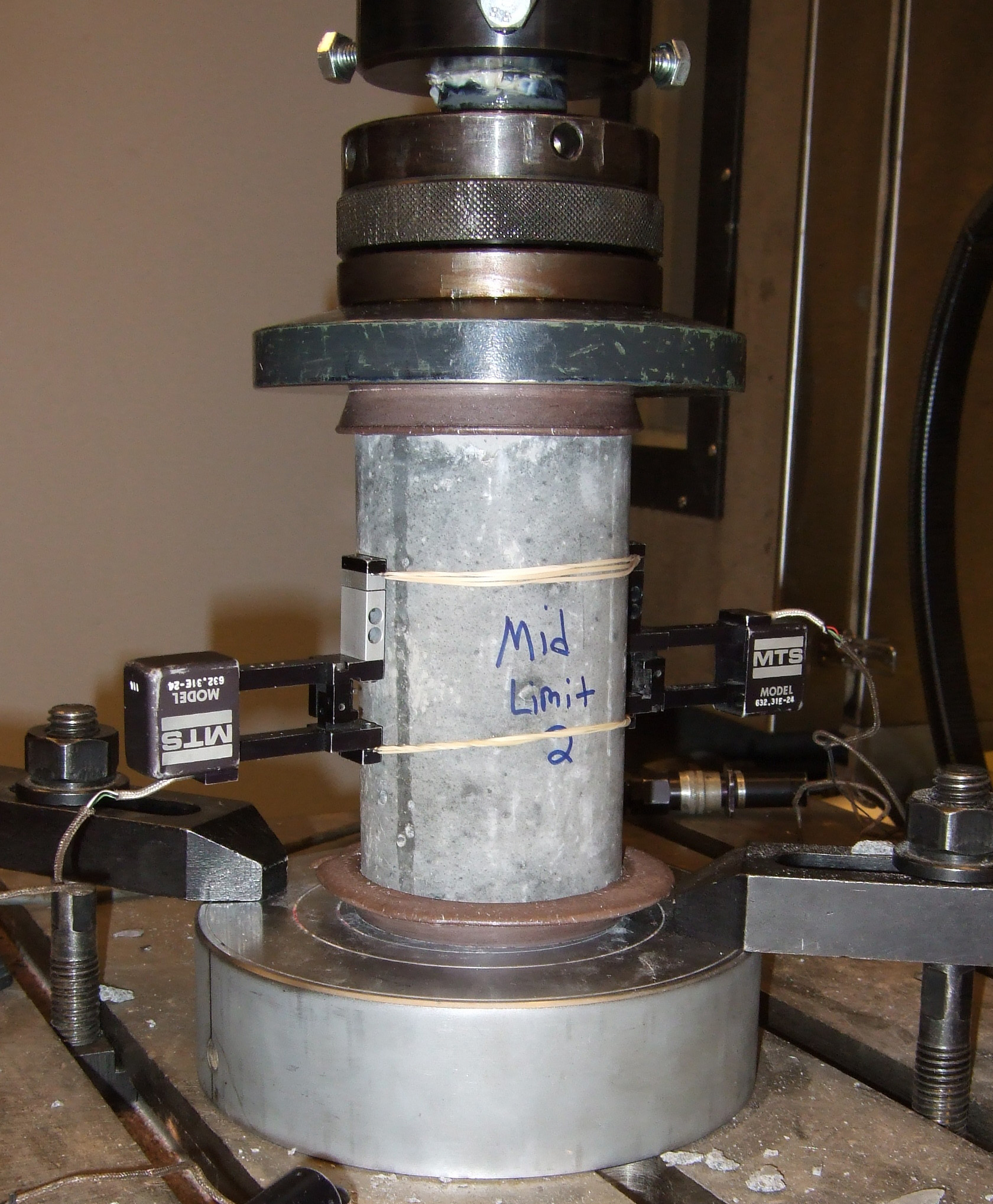
Zkouška válcové pevnosti

Rozeznáváme tři druhy pevnosti v tlaku: krychelnou pevnost, válcovou pevnost a hranolovou pevnost.

### Krychelná pevnost
Ke zkoušce se používá krychle o hraně 150 mm. Podle potřeby a s ohledem na velikost největšího zrna kameniva se může použít i rozměr 100, 200 nebo 300 mm. Zkušební krychle se vloží mezi tlačné desky lisu výškou ve směru kolmém na směr hutnění betonu. Pro krychelnou pevnost platí: R = F/A (MPa) kde F = největší dosažená síla (N) a A = tlačná plocha (mm2).

### Válcová pevnost
Ke zkoušce se používá válec základních rozměrů 150 mm (průměr základny) × 300 mm (výška). Může se použít i válec o průměru základny 100 nebo 200 mm a dvojnásobné výšce zkušebního tělesa. Zkušební válec se vloží mezi tlačné desky lisu výškou ve směru působení tlaku. Pro válcovou pevnost platí: R = F/A (MPa) kde F = největší dosažená síla (N) a A = tlačná plocha (mm2).

### Hranolová pevnost
Ke zkoušce se používá hranol základních rozměrů 150 × 150 × 600 mm. Podle potřeby a s ohledem na velikost největšího zrna kameniva lze použít i hranoly velikosti 100 × 100 × 400 mm nebo 200 × 200 × 800 mm. Zkušební hranol se vloží mezi tlačné desky lisu výškou ve směru působení tlaku a zatěžujeme jej tlačným kloubovým zařízením. Pro hranolovou pevnost platí: R = F/A (MPa) kde F = největší dosažená síla (N) a A = tlačná plocha (mm2).